# Salvatore Agnelli
Salvatore Agnelli (Palerm, Sicília, 1817 - Marsala, Sicília, 1874) fou un compositor italià.

## Estudis i trajectòria professional
Començà els estudis musicals en el conservatori de Nàpols, sota la direcció del mestre Furno, Zingarelli i Donizetti, escriví per a teatre les següents òperes:
- I due pedanti, (Nàpols, 1834),
- It Lazzarone Napolitano, (Nàpols, 1838),
- I Due Gemelli, (Palerm, 1839),
- I Due ferrata, (Palerm, 1839),
- La locandiera di spiritu, (1839),
- La Sentinella nothurna, (Nàpols, 1840),
- Il Fantasma di Nàpoli, 1842),

El 1846, Agnelli es traslladà a Marsella, i en el Gran Teatre estrenà:
- La Jacquerie, gran opera (1849),
- Leonore de Médicis, (1855),
- Les Deux Avares, òpera còmica (1860),

I la partitura de tres grans ballets: Calisto, Blanche de Naples i La rose.
A més a més, va escriure un Miserere, un Stabat Mater i, per acabar, L'Apothéose Napoléon 1r, Cantata que s'estrenà París el 1856.